# 좀바현

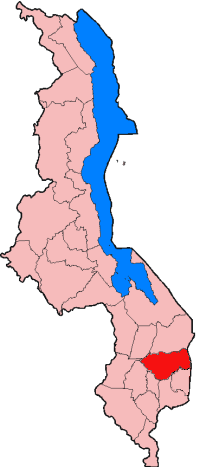
좀바 현

좀바현(Zomba District)는 말라위 남부 주에 위치한 현으로, 현도는 좀바이며 면적은 2,580km2, 인구는 583,167명이다. 마칭가 현과 팔롬베 현, 물란제 현과 치라줄루 현, 블랜타이어 현, 발라카 현과 인접해 있으며 모잠비크와 국경을 맞대고 있다.